# Coqueiro Seco
Coqueiro Seco är en kommun i Brasilien.   Den ligger i delstaten Alagoas, i den östra delen av landet, 1 500 km nordost om huvudstaden Brasília. Antalet invånare är 5 523. Coqueiro Seco ligger vid sjön Lagoa Mundaú.
Runt Coqueiro Seco är det mycket tätbefolkat, med 1 692 invånare per kvadratkilometer.